# 135P/Shoemaker-Levy
135P/Shoemaker-Levy 8, komet Jupiterove obitelji. 